# Show Me Your Love
«Show Me Your Love» (укр. «Покажи мені своє кохання») — сингл української співачки Тіни Кароль, який входить до її однойменного альбому. З цією піснею співачка представляла Україну на пісенному конкурсі Євробачення 2006.

## Євробачення
У півфіналі пісня була виконана 15-ю. Пісня набрала 146 балів, посівши 7-му сходинку та кваліфікувалась до фіналу.
У фіналі Тіна Кароль виконала композицію під номером 18. Пісня набрала 145 балів, посівши, як і в півфіналі, 7-ме місце серед 24-х учасників, автоматично кваліфікувавши Україну до фіналу наступного конкурсу Євробачення.
13 травня 2023 року Тіна Кароль виступила у фіналі Євробачення. Вона заспівала під час параду прапорів 26-ти країн-фіналістів, виконавши свій хіт Show Me Your Love. На сцені Євробачення Тіна Кароль з'явилася в розкішній червоній сукні з цікавими вирізами і фігурним декольте від українського дизайнера Івана Фролова.

## Відеокліп
Режисер: Герман Глинський.
Кліп для пісні, з якою артистка виступатиме на конкурсі знімався в авральному порядку, тому що вже 24 березня має бути представлений в штаб-квартиру конкурсу. Знімали його в столичному ресторані «Кайф» і гей-клубе «Помада». Тіна в образі стюардеси в цей час підбирала собі наряди і аксесуари для наступних локацій.

## Список композицій
| Цифрове завантаження, стримінг | Цифрове завантаження, стримінг | Цифрове завантаження, стримінг | Цифрове завантаження, стримінг | Цифрове завантаження, стримінг |
| #                              | Назва                          | Автор слів                     | Автор музики                   | Тривалість                     |
| ------------------------------ | ------------------------------ | ------------------------------ | ------------------------------ | ------------------------------ |
| 1.                             | «Show me your love»            | Павло Шилько                   | Михайло Некрасов, Тіна Кароль  | 3:00                           |

## Live виконання
2006 р. "Show me your love на Eurovision Song Contest 2006 фінал
2011 р. «Show me your love» — перший сольний концерт в Києві